# Recilia obongsanensis
Recilia obongsanensis là loài côn trùng thuộc họ Cicadellidae, bộ Cánh nửa. Loài này được Kwon & Lee miên tả năm 1979.